# Alexander Herr
Alexander Herr (* 4. Oktober 1978 in Furtwangen) ist ein ehemaliger deutscher Skispringer.

## Werdegang
Alexander Herr ist der Sohn des ehemaligen Skispringers und baden-württembergischen Landes-Skisprung-Trainers Hans-Paul Herr. Er begann bereits im Alter von vier Jahren mit dem Skispringen. Seinen ersten großen Erfolg feierte er 1993 mit dem Gewinn der Bronzemedaille von der Normalschanze bei den Juniorenweltmeisterschaften in Harrachov.
Seit dem Winter 1994/95 gehörte Herr der Nationalmannschaft des Deutschen Skiverbandes an. In der Saison 1997/98 konnte er die Gesamtwertung des Continental Cups gewinnen. Im Januar 1999 sprang er beim Weltcup-Skispringen im schweizerischen Engelberg erstmals auf einen Platz unter den besten zehn. 2001 wurde er bei den Nordischen Skiweltmeisterschaften in Lahti Mannschafts-Weltmeister im Springen von der Großschanze zusammen mit Sven Hannawald, Martin Schmitt und Michael Uhrmann. Im Teamspringen von der Normalschanze gewann er die Bronzemedaille und war mit seinen Platzierungen in den Einzelkonkurrenzen (Siebenter von der Großschanze, 16. von der Normalschanze) zweitbester Springer des Teams. In dieser Saison erreichte er auch mit Rang 17 seine beste Platzierung in der Gesamtwertung der Vierschanzentournee.
Nach einer erfolglosen Phase, während der Herr sogar in den Continental Cup zurückgestuft wurde, steigerte er sich ab der Saison 2003/04 wieder. Nach zwei siebten und einem sechsten Platz bei den Weltcupspringen im Liberec, Willingen und Lahti erreichte er beim Weltcup in Kuopio mit dem dritten Platz seine bis dahin beste Platzierung.
Zum Saisonauftakt 2004/05 am 27. November 2004 belegte Herr beim Weltcupspringen in Kuusamo hinter Janne Ahonen Platz zwei. Im zweiten Springen einen Tag später reichte es nur zu Rang neun. Seinen einzigen Weltcupsieg errang er im Teambewerb am 8. Januar 2005 in Willingen. In derselben Saison riss ihm bei einem schweren Sturz das Kreuzband, woraufhin seine Saison beendet war.
Am 15. Januar 2006 gewannen er und seine Mannschaftskameraden Georg Späth, Michael Uhrmann und Michael Neumayer bei der Skiflug-WM die Bronzemedaille im Mannschaftswettbewerb. Herr gelang an diesem Tag sein erster Flug über 200 Meter.
Bei den Olympischen Winterspielen 2006 in Turin erreichte Herr beim Springen von der Normalschanze das schwächste Ergebnis des deutschen Teams, weshalb vor der Nominierung zum Großschanzen-Springen eine Ausscheidung mit Ersatzmann Martin Schmitt vorgesehen war. Herr lag bei drei Sprüngen vor Schmitt, doch sei er dabei durch einen nicht regelkonformen Sprunganzug begünstigt worden, so dass eine weitere Ausscheidung angesetzt wurde, in der dann Schmitt vorne lag. Nachdem dieser dann von Bundestrainer Peter Rohwein nominiert wurde, trat Herr kurz nach der Entscheidung mit den Worten „Das ist eine Lachnummer, die die Kompetenz des Trainers zeigt. Das sieht ein Blinder mit Krückstock, dass keine fairen Bedingungen herrschten.“ vor die Kamera. Er wurde daraufhin aus dem Skisprung-Olympiateam genommen. Wenige Tage später erklärte er, von nun an nicht mehr in der Nationalmannschaft des DSV springen zu wollen.
Herr versuchte darauf zum schwedischen Skiverband zu wechseln und trainierte vor der Saison 2006/07 mit dem schwedischen Team. Da ihm die schwedische Staatsbürgerschaft aber verweigert wurde, versuchte er für den polnischen Skiverband anzutreten. Das Erlangen einer polnischen Staatsbürgerschaft wäre für ihn möglich gewesen, da er eine polnische Mutter hat. Im Sommer 2007 beendete er offiziell seine Karriere.
In der Saison 2008/09 war er nebenberuflich Athletiktrainer der Frauenbundesligamannschaft des SC Freiburg. Am 4. Oktober 2008 heiratete er seine Lebensgefährtin Katrin.
Am 3. Juni 2009 wurde bekannt, dass Herr ab der Skisprung-Saison 2009/10 wieder aktiv im DSV-Kader springen will. Sein Ziel seien die Olympischen Winterspiele 2010 in Vancouver gewesen. Bei der internen Qualifikation konnte er sich allerdings nicht für einen Startplatz im Weltcup oder im Continental Cup qualifizieren.
Seit 2012 ist Alexander Herr aktives Mitglied im RC 1886 Villingen.

## Erfolge

### Weltcupsiege im Team
| Nr. | Datum          | Ort       | Typ         |
| --- | -------------- | --------- | ----------- |
| 1.  | 8. Januar 2005 | Willingen | Großschanze |

### Grand-Prix-Siege im Team
| Nr. | Datum          | Ort          | Typ           |
| --- | -------------- | ------------ | ------------- |
| 1.  | 6. August 2005 | Hinterzarten | Normalschanze |

### Continental-Cup-Siege im Einzel
| Nr. | Datum            | Ort                    | Typ           |
| --- | ---------------- | ---------------------- | ------------- |
| 1.  | 18. Januar 1998  | Garmisch-Partenkirchen | Großschanze   |
| 2.  | 7. Februar 1998  | Planica                | Großschanze   |
| 3.  | 8. Februar 1998  | Planica                | Großschanze   |
| 4.  | 14. Februar 1998 | Iron Mountain          | Großschanze   |
| 5.  | 15. Februar 1998 | Iron Mountain          | Großschanze   |
| 6.  | 21. Februar 1998 | Ishpeming              | Normalschanze |
| 7.  | 22. Februar 1998 | Ishpeming              | Normalschanze |

## Statistik

### Weltcup-Platzierungen
| Saison  | Platz | Punkte |
| ------- | ----- | ------ |
| 1994/95 | 82.   | 009    |
| 1995/96 | 75.   | 013    |
| 1997/98 | 64.   | 027    |
| 1998/99 | 37.   | 141    |
| 1999/00 | 35.   | 109    |
| 2000/01 | 40.   | 094    |
| 2001/02 | 33.   | 129    |
| 2002/03 | 57.   | 025    |
| 2003/04 | 26.   | 241    |
| 2004/05 | 24.   | 233    |
| 2005/06 | 28.   | 158    |

### Grand-Prix-Platzierungen
| Saison | Platz | Punkte |
| ------ | ----- | ------ |
| 1994   | 08.   | 615    |
| 1995   | 26.   | 654    |
| 1996   | 54.   | 001    |
| 1998   | 13.   | 125    |
| 2000   | 30.   | 050    |
| 2001   | 24.   | 063    |
| 2002   | 21.   | 061    |
| 2003   | 15.   | 062    |
| 2004   | 25.   | 050    |
| 2005   | 21.   | 084    |